# 1160'erne
Århundreder: 11. århundrede – 12. århundrede – 13. århundrede
Årtier: 1110'erne 1120'erne 1130'erne 1140'erne 1150'erne – 1160'erne – 1170'erne 1180'erne 1190'erne 1200'erne 1210'erne
År: 1160 1161 1162 1163 1164 1165 1166 1167 1168 1169